# Ariadna Gutiérrez
Ariadna María Gutiérrez Arévalo (sinh năm 1993) là người chiến thắng cuộc thi Hoa hậu Colombia 2014. Cô là em họ của Hoa hậu Hoàn vũ 2014 Paulina Vega.

## Thời niên thiếu
Gutiérrez sinh ra tại Sincelejo, Colombia. Khi cô được 7 tháng tuổi thì bố mẹ cô chuyển đến Barranquilla và cô được học tại trường German School of Barranquilla.
Trước khi trở thành Hoa hậu Colombia 2014, cô được trao danh hiệu Hoa hậu Sucre.

## Sự nghiệp

### Hoa hậu Colombia 2014
Gutiérrez tham dự cuộc thi Hoa hậu Colombia năm 2014, đại diện cho Sucre và là người chiến thắng.
Vào ngày 16 tháng 11 năm 2015, cô trao lại vương miện cho Andrea Tovar - người kế nhiệm cô với vai trò Hoa hậu Colombia 2015.

### Hoa hậu Hoàn vũ 2015
Sau khi trao giải Á hậu 2 cho đại diện của Hoa Kỳ - Olivia Jordan, Ariadna Gutiérrez được xướng tên trở thành người chiến thắng Hoa hậu Hoàn vũ 2015. Mọi thủ tục trao vương miện và hoa đều đã xong thì Steve Harvey - MC chính của đêm chung kết nói lời xin lỗi vì công bố không đúng giải thưởng. Theo đó, người đoạt ngôi vị cao nhất chính là Pia Wurtzbach - Hoa hậu Philippines.

## Phim điện ảnh
| Năm  | Tên phim                   | Vai diễn  | Ghi chú |
| ---- | -------------------------- | --------- | ------- |
| 2017 | xXx: Return of Xander Cage | Gina Roff | Vai phụ |